# Adwa
Adwa (italsky Adua) je město v severní Etiopii. Leží ve stejnojmenném okrese v zóně Mehakelegnaw ve spolkové zemi Tigraj. V roce 2007 zde žilo asi 40 000 obyvatel.
V polovině 17. století se Adwa, díky tomu, že ležela na cestě mezi Rudým mořem a nově založeným hlavním městem Gondarem, stala významnou obchodní křižovatkou. Nedaleko odtud proběhla roku 1896 v rámci první italsko-etiopské války bitva u Adwy, v níž etiopská armáda rozdrtila výrazně menší armádu italskou. Bitva o Adwu ve druhé italsko-etiopské válce dopadla opačně, 6. října 1935 Italové město zabrali.